# Zum zum zum (песня)
«Zum zum zum» — песня, написанная Бруно Канфорой и Антонио Амурри в качестве вступительной темы для телевизионной программы «Канцониссима» 1968 года, когда все участники исполняли её хором. Первоначально песня была записана итальянской певицей Миной, которая была ведущей шоу. Её версия была выпущена как сингл, но достигла лишь 20-го места в итальянском чарте.
На второй стороне была песня «Sacumdi sacumdà», которая является итальянской версией португальской песни «Nem Vem Que não Tem» Карлоса Империала. В то же время французская версия этой песни, «Tu veux, tu veux pas», исполненная, в частности, Брижит Бардо, стала популярной в Европе. В 1970 году Мина записала португальскую версию для альбома Mina canta o Brasil.

## Варианты издания
7"-сингл
A. «Zum zum zum» (Antonio Amurri, Bruno Canfora) — 2:41
B. «Sacumdì sacumdà (Nem Vem Que não Tem)» (Паоло Лимити, Карлос Империал) — 2:33

## Чарты
| Чарт (1968)              | Высшая позиция |
| ------------------------ | -------------- |
| Италия (Musica e dischi) | 20             |

## Кавер-версии
- Чуть позже, в том же 1968 году, песня была записана французской певицей Сильви Вартан[8] и имела гораздо больший успех, достигнув первой пятерки итальянского чарта[9].
- Существуют версии песни на испанском языке в исполнении Эстелы Нуньес[исп.] и Далиды, на французском — так же в исполнении Далиды, на чешском — в исполнении Ганы Загоровой[10].